# Gerald McBoing-Boing
Gerald McBoing-Boing és un curtmetratge d'animació sobre un nen petit que parla mitjançant efectes de so en lloc de paraules parlades. Va ser produït per United Productions of America (UPA) i publicat a gran escala per Columbia Pictures el 2 de novembre de 1950. Va ser adaptat per Phil Eastman i Bill Scott a partir d'una història del Dr. Seuss, dirigida per Robert Cannon i produïda per John Hubley.
Gerald McBoing-Boing va guanyar l'Oscar 1950 al millor curt d'animació. L'any 1994, va ser votat número 9 de The 50 Greaterst Cartoons de tots els temps per membres del camp de l'animació, convertint-lo en el dibuix animat d'UPA amb millor classificació de la llista. El 1995, va ser seleccionat per a la seva preservació al Registre Nacional de Cinema dels Estats Units per la Biblioteca del Congrés com a "important culturalment, històricament o estèticament".

## Gravació original, pel·lícula UPA i seqüeles
La història del Dr. Seuss havia aparegut originalment en un disc per a nens, escrit per Billy May, publicat per Capitol Records, i llegit pel veterà de ràdio Harold Peary com "The Great Gildersleeve".
Aquesta pel·lícula va ser el primer dibuix animat cinematogràfic d'èxit produït per UPA després dels seus primers experiments amb una sèrie curta de dibuixos animats amb els incondicionals de Columbia Pictures The Fox and the Crow. Va ser un intent artístic de trencar amb el realisme estricte de l'animació que havia estat desenvolupat i perfeccionat per Walt Disney. Els dibuixos animats no havien d'obeir les regles del món real (com van demostrar els curtmetratges de Tex Avery i la seva física de dibuixos animats), per això UPA va experimentar amb un estil no realista que representava caricatures més que representacions realistes.
Aquest va ser un pas important en el desenvolupament de l'animació limitada, que tenia l'avantatge afegit de ser molt menys costosa de produir.
La història descriu Gerald McCloy, un nen de dos anys que comença a "parlar" en forma d'efectes de so, la seva primera paraula és el "boing boing" del títol. En pànic, el seu pare truca al metge, que li informa que no hi pot fer res. A mesura que el nen creix, capta més sons i és capaç de fer gestos comunicatius, però encara és incapaç de pronunciar ni una paraula de la llengua anglesa. Malgrat això, és admès a una escola pública general, però sorgeixen més problemes quan els seus companys el reprenen i rep el nom despectiu "Gerald McBoing-Boing". Després de sorprendre (i enfadar) el seu pare, no li queda més remei que fugir i agafar un tren cap a un lloc desconegut. No obstant, just abans d'agafar el tren, un cercador de talents de la cadena de ràdio NBC (tal com l'identifiquen les campanades de la NBC) descobreix a Gerald i el contracta com a foley de la NBC, fent espectacles per a una divisió de l'empresa anomenada "XYZ" als micròfons., i Gerald es fa molt famós.
UPA va produir tres curts següents: Gerald McBoing Boing's Symphony (1953), How Now Boing Boing (1954) i Gerald McBoing! Boing! on Planet Moo (1956), nominada a l'Oscar. La segona i la tercera pel·lícula van mantenir la narració rimada a l'estil del Dr. Seuss, però no es van basar en el seu treball. La pel·lícula final va abandonar aquest enfocament.
Els quatre curts de Gerald McBoing Boing es van publicar l'any 1980 en vídeo casolà sota el títol Columbia Pictures Presents Cartoon Adventures Starring Gerald McBoing Boing. Els curts es van presentar amb una qualitat inferior, especialment Planet Moo, que es va estrènyer per adaptar-se del marc CinemaScope a la mida estàndard de la pantalla del televisor. Va ser reeditat el 1985 com a part de la sèrie de cintes de vídeo infantils "Magic Window" de RCA/Columbia Pictures Home Video i es va esgotar el 1995.
El primer curt es va incloure com a especial al llançament en DVD de Sony l'any 2001 de The 5.000 Fingers of Dr. T. Tots menys el segon es van incloure als especials de l'edició especial de dos discos del DVD Hellboy (publicat el 27 de juliol de 2004), ja que el dibuix animat es pot veure jugant en monitors de televisió en segon pla en diverses escenes. El gener de 2006, Sony va reeditar els quatre curtmetratges en DVD, amb impressions netejades i tots presentats en la seva relació d'aspecte original.
Un personatge força semblant a Gerald McBoing Boing apareix com a Tiny Tim a l'especial de televisió de la NBC de 1962 Mister Magoo's Christmas Carol, ara com a personatge parlant. A l'estrena del DVD de 2001, es va incloure un curt d'animació que inclou a Mr. Magoo, també un personatge de l'UPA, tenint cura de McBoing Boing.

## Televisió

### UPA
The Gerald McBoing-Boing Show (1956–57)
El 1956, CBS va crear un Gerald McBoing-Boing Show de mitja hora, amb el conegut locutor de ràdio Bill Goodwin narrant. Amb emissió a les 5:30 pm els diumenges al vespre, va ser un aparador dels dibuixos animats d'UPA, com Dusty of the Circus, The Twirlinger Twins i Punch and Judy. El programa va resultar massa car per continuar i només va durar tres mesos.
Els episodis es van repetir els divendres a la nit de l'estiu de 1957. Així, aparentment, The Gerald McBoing-Boing Show es va convertir en la primera sèrie de dibuixos animats emesa regularment durant l'horari de màxima audiència, precedint a Els Picapedra per dues temporades.
Especials de televisió
Un personatge semblant a Gerald McBoing-Boing va aparèixer com a Tiny Tim a l'especial de televisió de 1962 Mr. Magoo's Christmas Carol, i un bonus addicional del DVD de Mr. Magoo's Christmas Carol presenta a Gerald McBoing-Boing sent cuidat pel miop Magoo. El curt es titula "Magoo Meets McBoing-Boing".

### Gerald McBoing-Boing(2005–2007)
Una sèrie basada en el cartoon original va començar a emetre's a Cartoon Network (Estats Units) el 22 d'agost de 2005, com a part del seu bloc de programació de curta durada Tickle-U, i es va emetre a Teletoon/Télétoon (Canadà) el 29 d'agost de 2005. Cada episodi d'11 minuts inclou una sèrie de vinyetes amb Gerald, de les quals els "contes fantàstics" estan fets en rima Seussiana. També hi ha proves de so, gags i parts "de la vida real" del programa. També es va emetre per ABC a Austràlia.
En Gerald encara només fa sons, però ara té dos amics que parlen, Janine i Jacob, així com un gos anomenat Burp, que només eructa. Els pares de Gerald (de noms desconeguts) completen el repartiment habitual, encara que la seva mare té els cabells negres en aquesta sèrie en lloc de ros. La sèrie va ser produïda al Canadà per Cookie Jar Entertainment, dirigida per Robin Budd i la història editada/escrita per John Derevlany. L'animació va ser realitzada per Mercury Filmworks a Ottawa.